# Josef Augstein
Josef Augstein (* 25. August 1909 in Bingen; † 23. Oktober 1984 in Hannover) war deutscher Jurist und der ältere Bruder des Spiegel-Herausgebers Rudolf Augstein.

## Leben
Josef Augstein übersiedelte als Sechsjähriger mit der Familie nach Hannover. Sein Vater Friedrich Augstein, katholisch, war Fabrikant (Orionwerk) und Fotokaufmann mit Geschäft in Hannover (Photo Augstein). Nach dem Besuch des Goethe-Gymnasiums studierte Josef Rechtswissenschaften in München, Berlin und Göttingen, wo er 1932 mit der Dissertation Das Problem der Sonderpflichten im Vereinsrecht promoviert wurde. Als Student wurde Augstein Mitglied der katholischen Studentenverbindung Saxonia-München im KV.  Nach einer kurzen Tätigkeit als Amtsrichter ließ sich Augstein als Anwalt in Hannover nieder und wurde dann Verteidiger vor dem hannoverschen NS-Sondergericht.
Nach Unterbrechung seiner Tätigkeit durch Kriegsteilnahme arbeitete er bis zu seinem Tod als Rechtsanwalt und Notar wieder in Hannover. Dabei profilierte sich Augstein zu einem der bekanntesten Strafverteidiger der Bundesrepublik und vertrat in zahlreichen medienwirksamen Prozessen unter anderem Timm Ulrichs, Werner Pätsch, Hans Habe, Peter Homann, Rolf Hochhuth, Albert Osswald, Hans Filbinger sowie den Chirurgen Axel Dohrn, der 1390 Frauen sterilisiert hatte. Im Rahmen der Spiegel-Affäre saß er am 4. Dezember 1962 wegen Verdacht der Beihilfe zum Landesverrat sechs Tage in Untersuchungshaft.
Augstein vertrat auch Hermann Josef Abs in dessen Prozess gegen Eberhard Czichon und seinen Verleger Manfred Pahl-Rugenstein wegen Czichons Arbeiten über die Rolle der Deutschen Bank im Dritten Reich.
Augstein war einer der Gründer des Weißen Rings.

## Schriften
- Das Problem der Sonderpflichten im Vereinsrecht. Dissertation, Göttingen, 1932.
- mit Rudolf Wassermann (Hrsg.): Terrorismus contra Rechtsstaat, in der Reihe Demokratie und Rechtsstaat, Band 31. Luchterhand, Darmstadt / Neuwied 1976, ISBN 3-472-61216-9.